# 33226 Melissamacko
33226 Melissamacko è un asteroide della fascia principale. Scoperto nel 1998, presenta un'orbita caratterizzata da un semiasse maggiore pari a 3,0126190 UA e da un'eccentricità di 0,1146611, inclinata di 2,76047° rispetto all'eclittica.